# 福岡県道801号北矢部冬野黒木線
福岡県道801号北矢部冬野黒木線（ふくおかけんどう801ごう きたやべふゆのくろぎせん）は、福岡県八女市を通る一般県道である。

## 概要
八女市矢部村矢部から八女市黒木町木屋に至る。
同時に並走する国道442号の迂回路に相当するが、周辺は山間部で離合困難な箇所が大半を占める。一部民家がある他は特に施設など存在しない。

### 路線データ
- 起点：福岡県八女市矢部村矢部（国道442号交点）
- 終点：福岡県八女市黒木町木屋（福岡県道・熊本県道13号黒木鹿北線交点）
- 総延長：13.9 km

## 地理

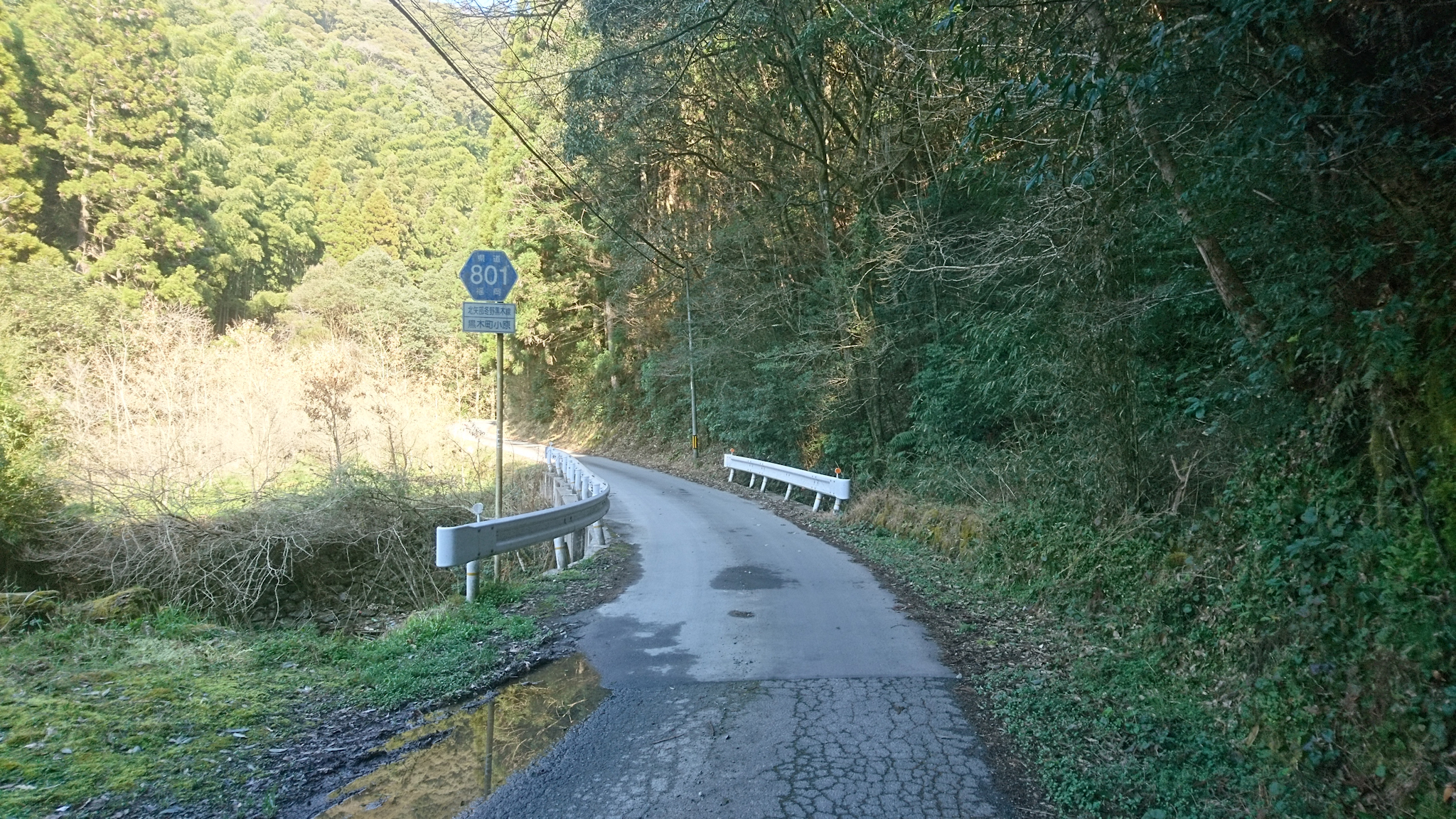
終点付近

### 通過する自治体
- 八女市

### 交差する道路
| 国道442号                        | 矢部村矢部 | 起点 |
| 福岡県道・熊本県道13号黒木鹿北線 | 黒木町木屋 | 終点 |

### 沿線
- 日向神ダム（起点付近）
- 矢部川

### 峠
- 根引峠（八女市）